# Pierdonato Cesi (1583-1656)
Pour les articles homonymes, voir Pierdonato Cesi.
Pierdonato Cesi, iuniore (né à Rome, alors capitale des États pontificaux, en 1583 et mort à Rome, le 30 janvier 1656) est un cardinal italien du XVIIe siècle. 
D'autres cardinaux de la famille Cesi sont Paolo Emilio Cesi (1517), Federico Cesi (1544), Pierdonato Cesi (1570) et Bartolomeo Cesi (1596).

## Biographie
Pierdonato Cesi reçoit trois abbayes riches et est référendaire au tribunal suprême de la Signature apostolique, protonotaire apostolique et clerc à la Chambre apostolique. De 1627 à 1630, il est gouverneur de Civitavecchia et en 1634 il est nommé trésorier général du Saint-Père.
Il est créé cardinal par le pape Urbain III lors du consistoire du 16 décembre 1641. En 1643 il est nommé légat a latere de Pérouse et chanoine à la cathédrale de Tolède. Il est camerlingue du Sacré Collège entre 1651 et 1652.
Le cardinal Cesi participe au conclave de 1644, lors duquel Innocent X est élu pape et à celui de 1655 (élection d'Alexandre VII).